# Хоменко, Игнат Степанович
Игнат Степанович Хоменко (28 марта 1914, Синява, Киевская губерния — 19 ноября 1943, Черкасский район, Киевская область) — механик-водитель самоходки СУ-122 1817-го самоходно-артиллерийского полка 52-й армии 2-го Украинского фронта, старший сержант. Герой Советского Союза (1944).

## Биография
Родился 28 марта 1914 года в селе Синява (ныне Ракитнянского района Киевской области).
В 1936 году и вторично в 1941 году призван в ряды Красной армии. В боях Великой Отечественной войны с июля 1941 года. Воевал на Западном, Воронежском, Степном и 2-м Украинском фронтах.
Форсирование Днепра началось у села Свидовок. Его освободили 13 ноября 1943 года. Потом были бои за расширение плацдарма и освобождение города Черкассы. Противник, создавший сильно укреплённый узел обороны, упорно сопротивлялся. Самоходная батарея с десантом автоматчиков на борту приблизилась к опорному пункту врага в селе Геронимовка. Атака десантников завершила разгром противника на своём направлении.
18 ноября 1943 года в бою за освобождение села Русская Поляна И. С. Хоменко участвовал в уничтожении зенитной батареи. Затем экипаж его самоходки подбил бронетранспортёр и сжёг несколько вражеских автомашин.
Участвовал в бою на железнодорожной станции и улицах города Черкассы. Здесь огнём из его самоходки были подожжены две цистерны, выведен из строя паровоз, уничтожены два вражеских орудия. Когда в самоходке закончились снаряды, И. С. Хоменко таранил и уничтожал гусеницами фашистские тягачи с противотанковыми орудиями и автомашины на улицах города, своими действиями дезорганизуя противника, сея панику в его гарнизоне.
Оставшись единственным живым членом экипажа, будучи тяжело раненым, Игнат Степанович Хоменко возглавил оставшиеся самоходки и пробился к своим, где и скончался на руках советских солдат 19 ноября 1943 года. Похоронен в селе Геронимовка Черкасской области.
Указом Президиума Верховного Совета СССР от 22 февраля 1944 года за беспримерное мужество и отвагу, проявленные в боях за село Геронимовка и освобождение города Черкассы старшему сержанту Игнату Степановичу Хоменко посмертно присвоено звание Героя Советского Союза.
Награждён орденами Ленина, Красной Звезды.

## Награды и звания
- Герой Советского Союза (22.2.1944)
- Орден Ленина
- Орден Красной Звезды

## Память
- Именем Героя названа улица в Черкассах и школа № 4 в городе Комсомольск-на-Амуре Хабаровского края.
- Аннотационная доска в Черкассах.
- Стела Героев в Черкассах.
- Памятный знак в Комсомольске-на-Амуре.
- Мемориал в Комсомольске-на-Амуре.
- В Марьина Горка (Беларусь). Мемориал в честь 8-й Гвардейской Краснознаменной танковой дивизии. Один из памятных знаков посвящён Герою.

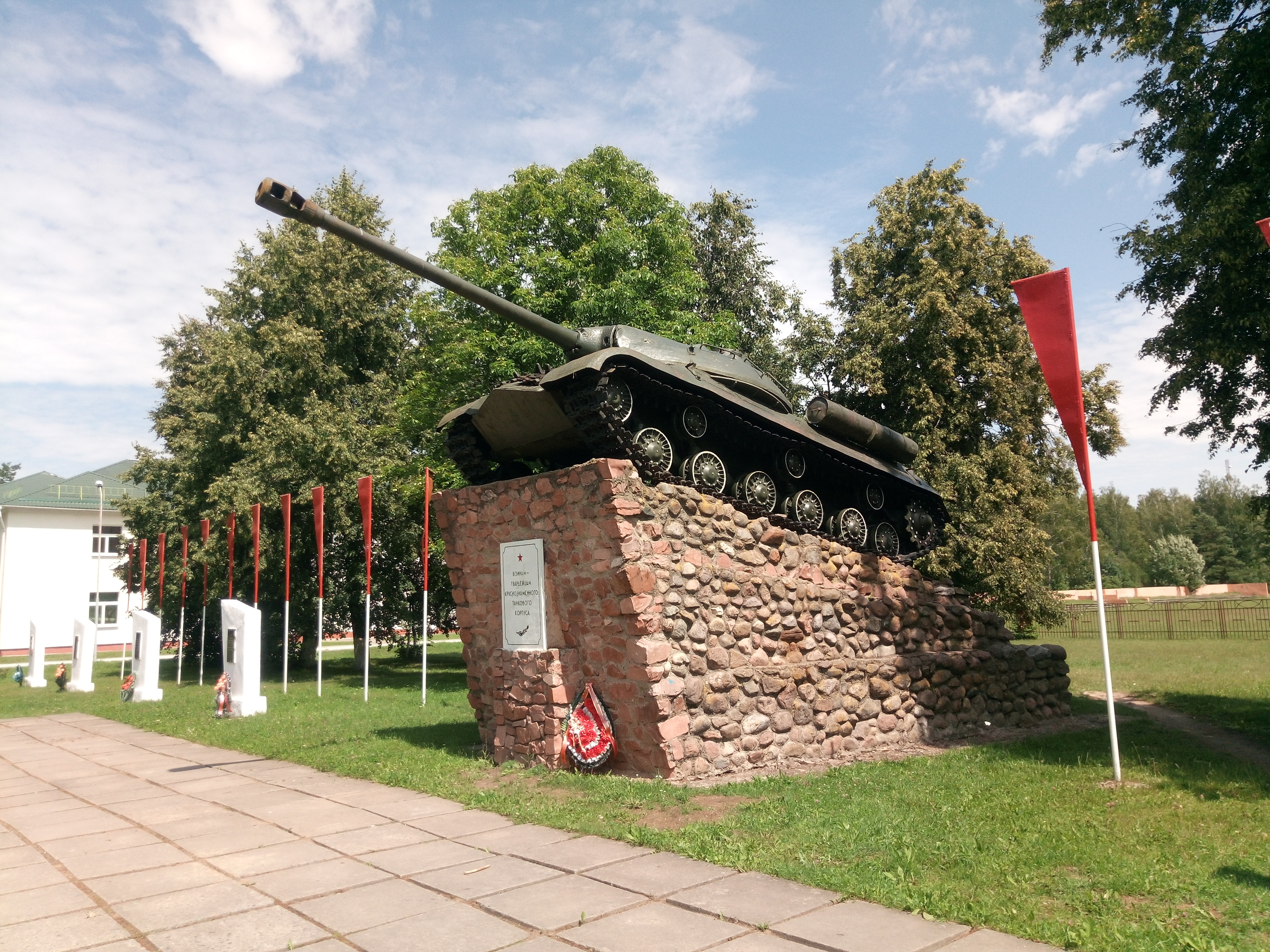
Марьина Горка. Памятник воинам-гвардейцам Краснознамённого танкового корпуса.
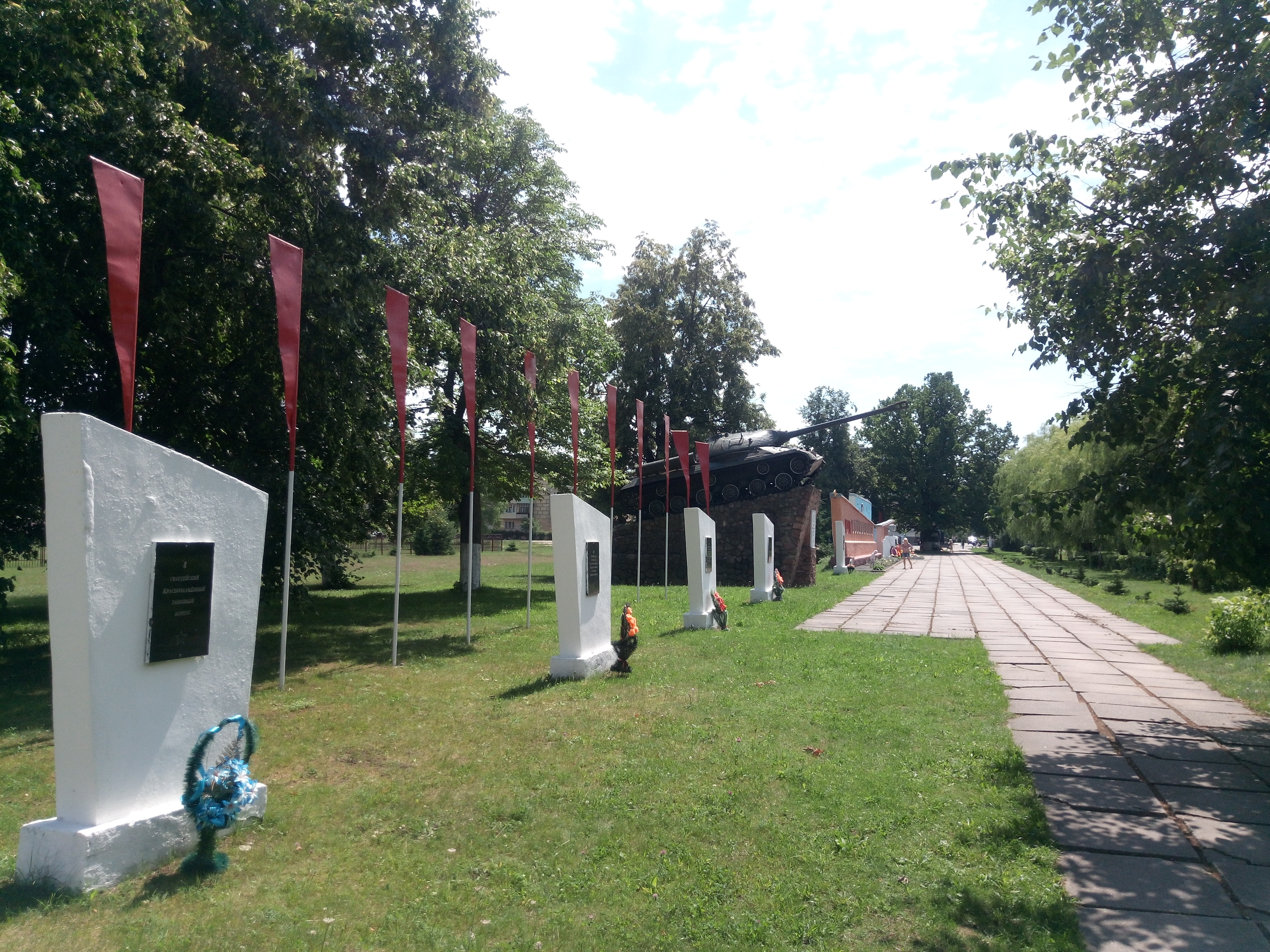
Марьина Горка. Мемориал 8-й танковой дивизии.
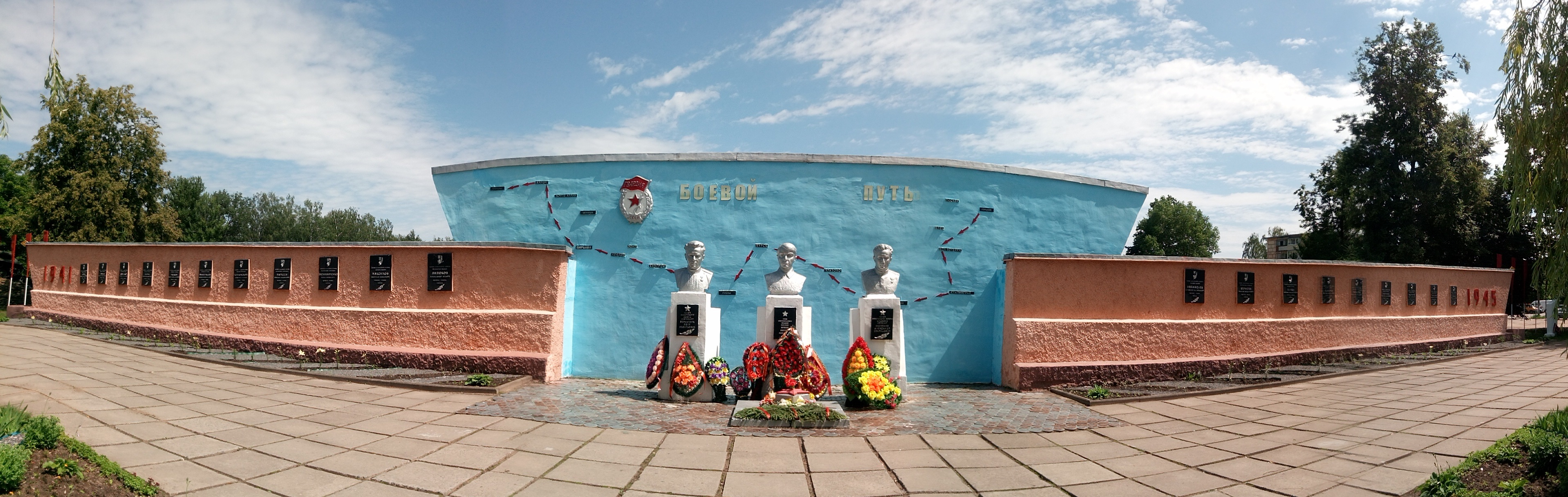
Марьина Горка. Мемориал 8-й танковой дивизии.
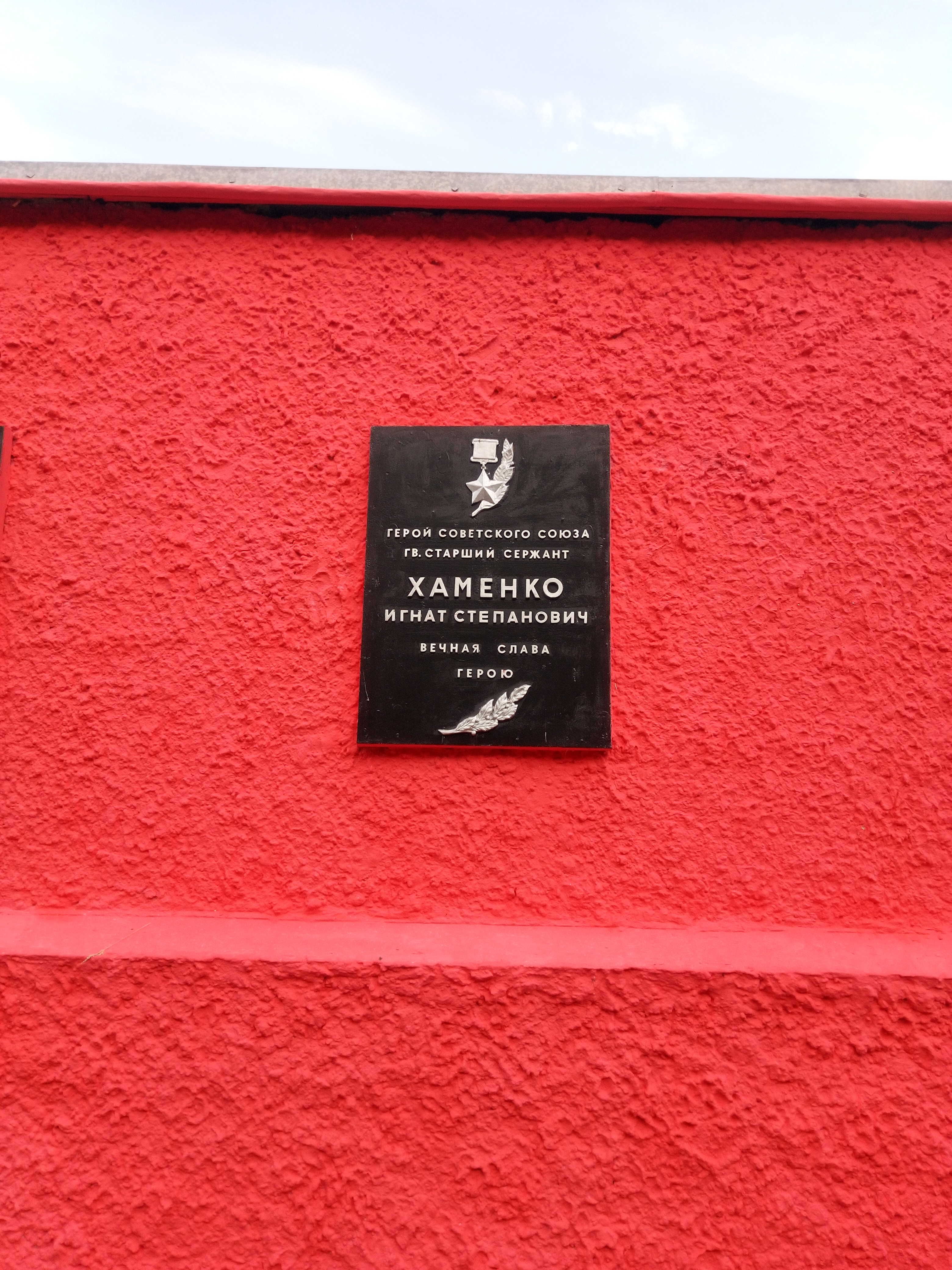
Марьина Горка. Мемориал 8-й танковой дивизии. Памятная доска.